# 사카노이치역
사카노이치역(일본어: 坂ノ市駅)은 일본 오이타현 오이타시에 있는 규슈 여객철도 닛포 본선의 역이다.

## 역 구조
섬식 승강장 1면 2선의 설비를 가지는 지상역. 승강장은 8량 편성까지 대응하고 있지만 고속화 사업 완성 때에 6량으로 단축되었다.
분테쓰 개발이 역 업무를 행하는 업무위탁역이다. 직영역으로 있던 시대는 마르스 단말기의 설비도 존재했지만, 현재는 철거되어 POS 단말기가 설비되어 있다. 2012년 이후는, 이 역에 규슈 여객철도의 IC카드 SUGOCA를 도입예정.

## 이용 현황
- 2009년도의 1일 평균 승차 인원은 967명이다(전년도 비 - 43명). 오이타 시가로의 통근권이며, 또한 현립 오이타 히가시 고등학교의 가장 가까운 역이기도 하는 것부터 아침·저녁에는 그 나름의 승강이다.

| 승차 인원 추이 | 승차 인원 추이 |
| 연도           | 1일 평균 인수  |
| -------------- | -------------- |
| 2000           | 1,189          |
| 2001           | 1,089          |
| 2002           | 1,015          |
| 2003           | 1,009          |
| 2004           | 985            |
| 2005           | 1,006          |
| 2006           | 1,009          |
| 2007           | 997            |
| 2008           | 1,010          |
| 2009           | 967            |

## 역 주변
역의 남쪽이 본 도시가 되어, 구·사카노이치 정청을 이어받았던 오이타 시 사카노이치 지소 등이 있다. 1975년까지 역의 북쪽은 솔밭이나 갈대로 덮인 습원이었다. 토지 구획 정리 사업에 의해 주택지가 조성되었다.
- 만코지
- 가메즈카 고분
- 국도 제197호선

## 역사
- 1914년 4월 1일 : 철도원이 개업. 당시 이 땅은 사카노이치 촌(일본어: 佐賀市村)이었지만, 사가역과의 혼동을 막기위해, 현 역명으로 설치되었다.
- 1920년 1월 1일 : 사카노이치 촌이 정제 시행. 역 명이 정 명으로 채용되어 사카노이치 정(일본어: 坂ノ市町)이 된다.
- 화물열차의 폐지 등 같은 시기에 철도 소하물의 취급을 종료.
- 1974년 4월 10일 : 급행(상행) 다카치호(니시카고시마 역 - 도쿄역)의 정차 개시(오후 6시 26분 발). 같은 시기에 급행 '니치난 3호'의 정차개시.
- 1975년 3월 10일 : 급행 '다카치호', '니치난' 폐지.
- 1987년 4월 1일 : 일본국유철도 분할 민영화에 의해, 규슈 여객철도가 승계.

## 인접 역
| 닛포 본선          | 닛포 본선   | 닛포 본선                |
| ------------------ | ----------- | ------------------------ |
| 오자이 고쿠라 방면 | ■ 닛포 본선 | 고자키 가고시마추오 방면 |